# Pierre Dijon
Pierre Louis François Xavier Ghislaine Renelde Dijon (Hoei, 17 november 1888 - 12 december 1965) was een Belgisch volksvertegenwoordiger.

## Levensloop
Gepromoveerd tot doctor in de rechten, werd Dijon vrederechter.
Vanaf 1929 begon hij aan een politieke carrière door zich te laten verkiezen tot provincieraadslid, wat hij bleef tot in 1932. In 1931 en 1932 was hij gemeenteraadslid van Hoei.
In 1946 werd hij verkozen tot PSC-volksvertegenwoordiger voor het arrondissement Hoei, een mandaat dat hij vervulde tot in 1946.
In herinnering aan hem is er in Hoei een Avenue Pierre Dijon.